# LinkedIn
LinkedIn (/ˌlɪŋkt.ˈɪn/) est un réseau social professionnel en ligne créé en 2003 à Mountain View en Californie. L'entreprise était valorisée à 20 milliards de dollars en 2015.
En 2016, Microsoft fait l'acquisition du réseau social pour un montant de 26 milliards de dollars.
En avril 2025, LinkedIn est le dix-huitième site web le plus visité au monde.

## Histoire
LinkedIn a été fondé en décembre 2002 et lancé en mai 2003 par Reid Hoffman et Allen Blue, membres de la « mafia PayPal », et trois autres entrepreneurs.
Le nom « LinkedIn » a été choisi pour refléter l’objectif principal du site : la connexion de professionnels. Il est dérivé du verbe « to  link » (lier) et « in » (dans), ce qui signifie littéralement « lié dans ». Le nom complet de LinkedIn est LinkedIn Corporation.
Son capital est alors détenu par les fonds d'investissement Greylock, Sequoia Capital, Bessemer Venture Partners, Bain Capital Venture et par ses fondateurs européens. En octobre 2008, the McGraw Hill Companies et SAP sont entrées au capital de LinkedIn.
La société est devenue bénéficiaire en mars 2006 avec un modèle économique reposant sur trois sources de revenus :
- La publicité (18 % des ressources)
- Les abonnements (20 %)
- Les services de recrutement (62 %).

Le réseau a par ailleurs lancé son réseau publicitaire en septembre 2008, le LinkedIn Audience Network après avoir levé 100 millions de dollars sur des marchés secondaires de gré à gré (ouverts seulement aux investisseurs accrédités (en)).
Pour se développer en Europe, LinkedIn s'appuie sur une déclinaison de son réseau par pays. La version espagnole du site a été lancée en août 2008. Pour contrer Viadeo, LinkedIn a lancé sa version française le 25 novembre 2008.
LinkedIn a fait son entrée en bourse en mai 2011,.
Linkedin a lancé au mois de février 2014, une version en langue chinoise, tout en se pliant aux restrictions obligatoires des réseaux sociaux en Chine.
Par contre, devant son refus de respecter une réglementation russe datant de 2015 obligeant le stockage des données relatives aux utilisateurs russes sur le territoire russe, LinkedIn est exclu du territoire numérique russe depuis novembre 2016.
En avril 2015, LinkedIn acquiert l'entreprise américaine de ressources pédagogiques en ligne Lynda.com pour 1,5 milliard de dollars, payé à 52 % en liquidités et à 48 % en actions,. Quelques jours plus tôt, la firme avait acquis la start-up Refresh qui propose une application permettant de préparer au mieux ses rendez-vous professionnels. Le détail financier de l'acquisition de Refresh n'a pas été révélé.
Le 13 juin 2016, Microsoft entre en relations exclusives avec Linkedin pour un rachat évalué à 26,2 milliards de dollars,. L'objectif de ce rachat pour Microsoft est, entre autres, d'avoir un accès plus facile aux données professionnelles que possède Linkedin sur ses membres, ce qui entraîne le départ de nombreux inscrits et de nombreux messages – comprenant le mot-dièse #LinkedOut (rarement utilisé auparavant) – d'incitation à quitter la plateforme.
En 2018, LinkedIn a généré 5,3 milliards de dollars de recette pour Microsoft.
En 2023, LinkedIn licencie 716 employés en mai et 668 employés en octobre sur un  effectif total de 20 000 employés. Ces licenciements interviennent dans une phase de ralentissement de la demande de services à l'embauche.

## Chiffres d'utilisation
LinkedIn, comme les autres plateformes de social media, communique sur un nombre de membres. Il s'agit dans la réalité de nombre de comptes créés. La différence n'est pas neutre, car bon nombre de membres possèdent plusieurs comptes, comme un compte personnel ainsi qu'un compte professionnel par exemple.
En décembre 2012, LinkedIn est utilisé par plus de 200 millions de professionnels dans le monde, de plus de 150 secteurs d'activités dans 200 pays. En Europe, le réseau compte près de 8 millions en France en 2014. La progression se confirme puisque le réseau social professionnel a annoncé le 18 avril 2014 avoir dépassé la barre des 300 millions d'utilisateurs, il dépasse ainsi le nombre d'utilisateurs de Twitter (241 millions d'utilisateurs dans le monde).
LinkedIn compte néanmoins de nombreux concurrents dont Xing en Allemagne, Viadeo en France, Jobssip en Espagne, etc. Viadeo compte 50 millions de membres en décembre 2012 dont environ 7 millions en France et 14 millions en Chine malgré une fin proche pour le réseau social français. XING enregistrait quant à lui 6 millions de membres en décembre 2012, dont 420 000 membres premiums.
Au 2e trimestre 2015, Linkedin compte 380 millions d'utilisateurs.
En juin 2018, LinkedIn atteint 546 millions d'utilisateurs.
En 2021, ce sont plus de 774 millions de comptes créés sur le réseau social.
En 2024, Linkedin revendique un milliard d'inscrits, dont 30 millions en France. L'entreprise ne précise cependant toujours pas la mesure usuelle qu'est le nombre d'utilisateurs actifs mensuels.

## Détails

### Caractéristiques
LinkedIn fonctionne sur le principe de la connexion (pour entrer en contact avec un professionnel, il faut le connaître auparavant ou qu'une de nos connexions intervienne) et du réseautage (mise en relation professionnelle). Ainsi, il existe 3 degrés de connexions :
- le premier degré (contacts directs) ;
- le deuxième degré (contacts des contacts directs) ;
- le troisième degré et plus (contacts des contacts de deuxième degré ou sans aucun contact commun).

LinkedIn peut être utilisé pour tout ce qui concerne la vie professionnelle : trouver du travail, des employeurs, des prestataires, développer les affaires, etc. Les données de LinkedIn montrent que le temps d'utilisation augmente avec le temps de souscription[réf. nécessaire]. En d'autres termes, plus on utilise LinkedIn et plus on va l'utiliser[réf. nécessaire]. Le renouvellement de l'abonnement peut s'annuler à tout moment tout comme la suppression ou la désactivation d'un compte. Particulièrement utilisé par les cabinets de ressources humaines et les employeurs à la recherche de profils d'exception, LinkedIn permet notamment aux chercheurs d'emploi une visibilité auprès des chasseurs de tête.

### Algorithmes
Le fonctionnement de LinkedIn repose sur plusieurs algorithmes : algorithme de classement des profils dans les résultats de recherche, algorithme de diffusion des contenus publiés depuis les profils personnels et algorithme de diffusion des contenus publiés depuis une page entreprise.

#### Algorithme de classement des profils
Lorsqu'on fait une recherche de profils sur LinkedIn, l'algorithme regarde quels sont les profils qui contiennent les mots clés recherchés dans les zones de profil où ils sont recherchés. Les résultats sont ensuite classés selon 3 critères :
- profils qui contiennent les mots clés recherchés (au caractère près)
- proximité de réseau par rapport à celui qui fait la recherche. En moyenne LinkedIn va plutôt proposer des profils du 2° cercle de relations dans les premiers résultats.
- personnalisation pour celui qui fait la recherche. Il n'y a pas de classement unique des résultats.
A noter que la souscription à une offre payante n'améliore pas la position dans les pages de résultats.

#### Algorithme de diffusion des contenus publiés depuis les profils personnels
LinkedIn donne la possibilité à chaque membre de publier et de diffuser du contenu.
Ce contenu peut recouvrir différentes formes :
- articles : pour développer un sujet de fond, pour une analyse. LinkedIn comptabilise le nombre de lecteurs, c'est-à-dire le nombre de personnes qui sont arrivées sur la page de l'article et y sont restées au moins 6 secondes.
- posts : les posts sont des contenus courts, limités à 3000 caractères . Les posts peuvent être un texte, une image, une vidéo, un texte + image, un texte + vidéo ou un texte + document. LinkedIn comptabilise le nombre de vues, c'est-à-dire le nombre de fois où le post est apparu dans un fil d'actualité, qu'il ait été lu ou non.
- stories : contenus courts qu'il est possible de publier depuis l'application mobile et dont la durée de vie est de 24 heures [fin des stories le 30 septembre 2021].
Quand un contenu est publié, il passe par un filtre qui détecte le degré potentiel de pertinence et si le contenu de contient pas de mot inapproprié. Ensuite, le contenu est diffusé selon ce que LinkedIn appelle la « vélocité ». La vélocité est un mix entre le nombre et le type d'engagement (like, partage, commentaire). Plus l'engagement est rapide et important (c'est-à-dire reposant principalement sur des commentaires), plus le contenu sera diffusé sur LinkedIn.

#### Algorithme de diffusion des contenus publiés depuis les pages d'entreprises
Après avoir lancé sa plateforme avec des profils personnels, LinkedIn a créé des pages pour les entreprises. Ces pages sont des produits de LinkedIn, servant de base à une présence corporate, à a diffusion d'annonces et de contenus sponsorisés.
Les enjeux ne sont pas ceux des profils personnels. L'algorithme n'est pas le même, les contraintes ne sont pas les mêmes.
La diffusion des contenus depuis ces pages, répond à des logiques publicitaires de ciblage d'audiences.

#### Évolutions de l'algorithme
Fin 2020, l'algorithme de diffusion des contenus a été profondément modifié, LinkedIn souhaitant mettre davantage en avant ses contenus, ceux de ses partenaires, ceux des journalistes… LinkedIn souhaite aussi limiter l'impact des toutes les solutions d'automatisation ou de pods visant à essayer de tromper l'algorithme.

### Fonctionnalités

#### LinkedIn Answers
LinkedIn Answers n'est plus une fonctionnalité relayée, elle permettait, à l'image de Yahoo! Answers, de poser des questions à la communauté des professionnels. À la différence de Yahoo, le service de LinkedIn est un centre d'expertise orienté vers le professionnel. Les personnes qui répondent aux questions sont clairement identifiées.
À titre d'exemple, Barack Obama a utilisé l'application LinkedIn Answers pendant la campagne électorale américaine pour demander aux utilisateurs du réseau ce qu'il devait faire pour les PME américaines.

#### Groupes
Les groupes sont des cercles de réflexion et d'échange professionnels qui se regroupent par centres d'intérêt pour partager leur expertise, réflexions, retours d'expérience. En novembre 2008, le moteur de recherche a été amélioré pour permettre de chercher, au sein d'un groupe, des compétences particulières. Un annuaire des groupes a aussi été créé.

#### Fonctionnalités avancées
LinkedIn a lancé en novembre 2008 une fonctionnalité multilingue qui permet aux membres de traduire leur profil en plus de 40 langues. De plus, le réseau a lancé la plateforme InApps (pour Intelligent Applications) avec huit partenaires :
- Wordpress et Blog Link (TypePad, Movable Type, Vox, Blogger, LiveJournal, etc.) pour intégrer les billets d’un blog,
- Box.net et Google Documents pour partager des fichiers,
- Amazon Reading List pour ajouter sa propre liste de lecture,
- Google Presentation et Slideshare pour partager ses présentations

Parmi les applications disponibles, on trouve aussi :
- CompanyBuzz avec Twitter pour mesurer le buzz généré par une entreprise
- TripIt pour partager les plannings de voyage professionnels avec votre réseau

#### Stories
En novembre 2018, LinkedIn annonce qu'il teste une nouvelle fonctionnalité, les stories. Ce format vidéo, créé initialement par Snapchat, a été copié par Instagram et Facebook. Avec ces courtes vidéos, LinkedIn tente de rajeunir son audience au risque de moins se démarquer des autres réseaux sociaux. Début septembre 2021, Linkedin a annoncé mettre fin aux stories à la fin septembre 2021. Le réseau social, qui appartient à Microsoft, avait mis en place le partage de vidéos courtes il y a un an. Mais le succès n’a pas été au rendez-vous, du fait d'une inadéquation avec les attentes des utilisateurs du réseau social professionnel.

#### Recrutement
En 2016 avant le rachat par Microsoft, la majeure partie des revenus de LinkedIn provenait de ses outils de recrutement. En février 2019, LinkedIn annonce le lancement d'une nouvelle plateforme destinée aux recruteurs, nommée Intelligent Hiring Experience. Cet outil rassemble les fonctionnalités existantes Recruiter, Jobs et Pipeline Builder.

#### Autres services
Comme d'autres services du web social tels que MySpace, Facebook ou Plaxo et face à l'essor du web mobile, Linkedin a lancé en février 2008 sa version mobile LinkedIn Mobile en six langues (chinois, anglais, français, allemand, japonais et espagnol). Il existe aussi un plugin Firefox (Le Compagnon LinkedIn) et une application LinkedIn pour iPhone, Android et Blackberry. Outre l'application mobile officielle pour utiliser Linkedin depuis son téléphone ou sa tablette, une deuxième application mobile lancée par Linkedin (Linkedin Job Search) est apparue depuis juillet 2015 : elle permet de postuler aux offres d'emploi en un clic en s'appuyant sur le profil Linkedin qui est envoyé aux recruteurs. En mars 2019, Linkedin lance sa fonctionnalité actualité.

## Gouvernance
Nommé en juin 2009, Jeff Weiner est le PDG actuel du réseau. Reid Hoffman, cofondateur, est Chairman (président). Le siège social de LinkedIn est à Mountain View en Californie.
Depuis janvier 2017, Fabienne Arata est devenue country manager de Linkedin France,.

## Partenariats
- Activités internationales, en particulier, LinkedIn a noué des partenariats avec :
  - Le New York Times pour partager des articles et recevoir les articles relevant du domaine d’activité inscrit dans leur profil LinkedIn.
  - BusinessWeek : le journal fournit des informations sur les entreprises présentes sur LinkedIn (notamment les effectifs) pendant qu'une application sur le site businessweek.com permet aux lecteurs de visualiser leurs contacts dans les entreprises citées.
  - CNBC : les études ou sondages créés par les membres de Linkedin seront retranscrits sur le site de CNBC afin de permettre aux utilisateurs de partager des discussions avec des contacts professionnels. De son côté, CNBC met à disposition ses programmes, articles, blogs, données financières ou contenus vidéo sur LinkedIn.
  - L'Apec (Association pour l'Emploi des Cadres) en France : établi en mars 2008, ce partenariat permet d'exporter certains Webservices de LinkedIn sur le site de l'association[48].

## Condamnations
En 2018, La Quadrature du Net dépose une plainte contre Linkedin pour avoir enfreint le RGPD en matière de publicité ciblée. La Quadrature du Net demande « l'interdiction des traitements d'analyse comportementale et de ciblage publicitaire » auxquels s'adonne Linkedin. Par ailleurs Linkedin utilise des clauses qui spécifient que l'utilisation du service vaut acceptation et utilise des cases précochées. La plainte a été déposée auprès de la CNIL puis dirigée vers sa consœur irlandaise. Le 24 octobre 2024, la commission irlandaise, agissant pour le compte de l'Union européenne prononce une amende de 310 millions €,.

## Critiques
Le réseau a rencontré plusieurs critiques à propos de failles de sécurité (2012), ; la divulgation d'un fichier de 6,5 millions de mots de passe des utilisateurs de LinkedIn à la suite du piratage de son infrastructure a suscité d'importants questionnements. Bien que LinkedIn soit basé aux États-Unis, la violation de la sécurité de son réseau pourrait être sanctionnée par la loi Informatique et libertés, en France, en raison des obligations de sécurité qu'elle impose.
Linkedin fait également l'objet de critiques sur l'emploi abusif des degrés de séparation et se voit reprocher de fournir des CV « langues de bois ».
Jeff Weiner le PDG de LinkedIn critique à son tour Google+ comme étant un concurrent inutile.
Linkedin prospecte automatiquement parmi les contacts d'un utilisateur sans en informer celui-ci, tant que l'utilisateur n'a pas agi pour supprimer cette fonction de ses préférences.
En 2021 les données personnelles de 700 millions de membres de LinkedIn se retrouvent à vendre sur le dark web, soit la quasi-totalité des utilisateurs de la plateforme, dont 1 million de profils en accès gratuit, offerts en exemple par le pirate pour permettre de juger de la qualité des informations. Le risque d'hameçonnage ou d'usurpation d'identité est important.
En juin 2023, le Service canadien du renseignement de sécurité émet un avertissement indiquant que des espions chinois tentent de recruter des collaborateurs sur LinkedIn à travers des offres d’emploi bidon.

### Les biais de recrutement
Linkedin est sujet aux critiques dans la place qu’il tend à occuper dans les modalités de recrutement à l’embauche. Une étude du Tourism Mangement montre que l’apparence d'un candidat à la vue de son profil linkedin influence la sélection des recruteurs, positivement plus le profil est soigné et négativement s’il est négligé et contient des fautes d'orthographe et de grammaire.
Vanessa Castelyns et Ralf Caers montrent que les réseaux sociaux permettent d’obtenir des informations en plus du CV au sujet des candidats mais cela accentue les biais discriminatoires qui vont influencer l’employeur comme l’âge, le genre, la couleur de peau ou l’orientation sexuelle, notamment via la photo de profil qui est visible même avec un profil privé. Au total, 70 % des utilisateurs actifs de LinkedIn interrogés admettent utiliser leur compte LinkedIn pour trouver des informations complémentaires sur les candidats et 3 personnes sur 4 regardent systématiquement la photo de profil. Les auteurs notent également que 26,1 % des utilisateurs de LinkedIn admettent utiliser leur compte pour décider qui sera invité à un entretien et qui ne le sera pas.